# Tottington Higher End
Tottington Higher End var en civil parish från 1866 till 1894 då den blev en del av Ramsbottom, Rawtenstall och Haslingden, i grevskapet Lancashire, i England. Denna civil parish var belägen 14 km från Blackburn och hade 3 850 invånare år 1891.